# Irmina
Irmina je  žensko osebno ime.

## Izvor imena
Ime Irmina je različica ženskega osebnega imena Irma.

## Pogostost imena
Po podatkih Statističnega urada Republike Slovenije je bilo na dan 31. decembra 2007 v Sloveniji število ženskih oseb z imenom Irmina: 24.

## Osebni praznik
V koledarju je ime Irmina skupaj z imenom Irma.